# یاسونوری میتسودا
یاسونوری میتسودا (انگلیسی: Yasunori Mitsuda؛ زادهٔ ۲۱ ژانویهٔ ۱۹۷۲) آهنگساز، و نوازنده پیانو اهل ژاپن است. وی از سال ۱۹۹۲ میلادی تاکنون مشغول فعالیت بوده‌است.